# Nairobi Challenger 1990
Il Nairobi Challenger 1990 è stato un torneo di tennis facente parte della categoria ATP Challenger Series nell'ambito dell'ATP Challenger Series 1990. Il montepremi del torneo era di $42 500 ed esso si è svolto nella settimana tra il 12 febbraio e il 18 febbraio 1990 su campi in terra rossa. Il torneo si è giocato nella città di Nairobi in Kenya.

## Vincitori

### Singolare
Christian Miniussi ha sconfitto in finale  Pablo Arraya con il punteggio di 2–6, 6–3, 6–4.

### Doppio
Eduardo Masso /  Christian Miniussi hanno sconfitto in finale  João Cunha e Silva /  Menno Oosting con il punteggio di 3–6, 7–5, 7–6.